# Curt Langenbeck

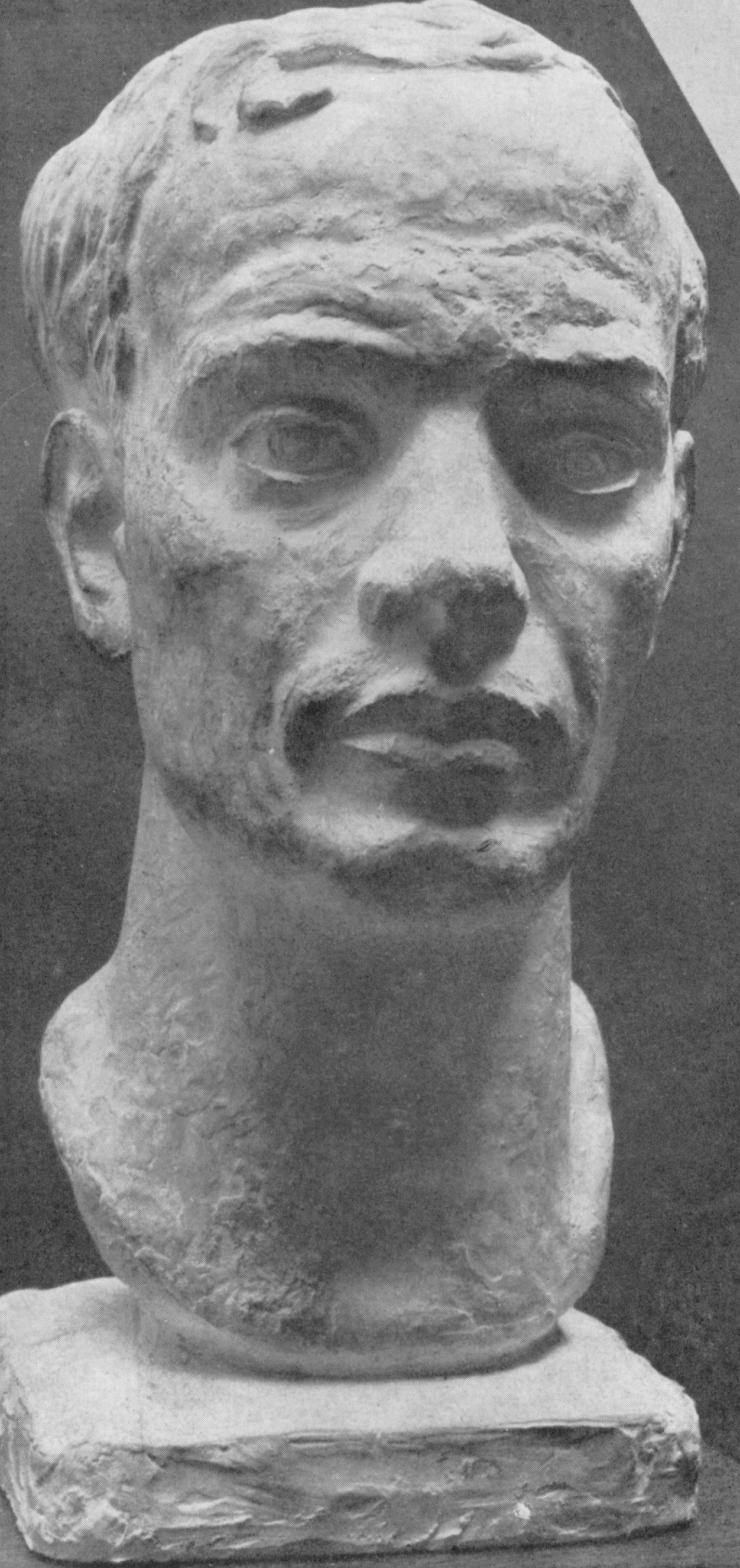
Porträtbüste von Curt Langenbeck, geschaffen von Carl Moritz Schreiner.

Curt Langenbeck (* 20. Juni 1906 in Elberfeld; † 6. August 1953 in München) war ein deutscher Schriftsteller und Dramaturg.

## Leben
Der Sohn eines Fabrikanten ließ sich seit 1925 in Basel, Elberfeld, New York, Lyon und Charlieu zum Färbereitechniker ausbilden. Von 1929 bis 1931 übte er in Opladen diesen Beruf aus. Von 1931 bis 1933 studierte er in Köln und Freiburg im Breisgau Literatur- und Theaterwissenschaften. Zu seinen Lehrern gehörten Martin Heidegger und Wolfgang Schadewaldt. Als Doktorand ging er schließlich nach Wien.
1930 heiratete er Susanne Langenbeck, geb. Schnell.
Seit 1933 stand er mit dem Langen Müller Verlag in Verbindung. Mit historischen Dramen verzeichnete Langenbeck erste Erfolge. Von 1935 bis 1938 arbeitete er als Chefdramaturg in Kassel und ab 1938 in der gleichen Funktion am Bayerischen Staatsschauspiel in München.
Mit seinem Drama Der Hochverräter erzielte er 1939 seinen größten Erfolg. Das Stück wird der NS-Tendenzliteratur zugerechnet. Am 29. November 1939 hielt er im Künstlerhaus einen Vortrag mit dem Titel Die Wiedergeburt des Dramas aus dem Geist der Zeit. Er entwarf eine heroische Dramaturgie, die der Bewusstseinserneuerung im nationalsozialistischen Sinne und der Opferbereitschaft dienen sollte. Dabei kritisierte er den „Individualismus“ Shakespeares und empfahl die griechische Tragödie als Vorbild für das neue heroische, nationalsozialistische Drama.
Mit diesen Thesen stieß Langenbeck auf den Widerspruch anderer regimekonformer Autoren. Besonders der Theaterjournalist Josef Magnus Wehner lieferte sich mit ihm eine langwährende öffentliche Auseinandersetzung, die großenteils in den Münchner Neuesten Nachrichten ausgetragen wurde. Unter anderem stießen die von Langenbeck favorisierten Aufführungen der Antigone im zweiten Kriegsjahr 1940 als unzeitgemäß auf Kritik. Gleichwohl erhielt er im gleichen Jahr den Rheinischen Literaturpreis.
Sein nächstes tragisches Drama Das Schwert wurde am 23. November 1940 im Prinzregententheater uraufgeführt, es musste aber nach einer Intervention von Alfred Rosenberg zurückgezogen werden. Nach Auseinandersetzungen mit der Reichsdramaturgie meldete er sich 1941 zur Kriegsmarine.
1948 fand am Stuttgarter Staatstheater die Uraufführung eines neuen Schauspiels mit dem Titel Der Phantast statt.

## Werke
- Heimkehr.Tragödie, München, K. Desch, 1930
- Alexander. Tragisches Schauspiel, A.Langen/G.Müller, 1934
- Liebhaberei oder Bianka und der Juwelier, A.Langen/G.Müller, 1934
- Heinrich VI., deutsche Tragödie, A.Langen/G.Müller, 1936
- Der getreue Johannes. Eine Dichtung für die Bühne, A.Langen/G.Müller, 1937
- Armer Ritter, A.Langen/G.Müller, 1938
- Der Hochverräter. Tragisches Schauspiel, A.Langen/G.Müller, 1938
- Das Schwert, A. Langen/G. Müller, 1940
- Tragödie und Gegenwart, A. Langen/G. Müller, 1940
- Wiedergeburt des Dramas aus dem Geist der Zeit, A.Langen/G.Müller, 1940
- Frau Eleonore. Novelle, A.Langen/G.Müller (Die kleine Bücherei), München, 1941
- Treue, A.Langen/G.Müller, 1944
- Die Landung. Hörspiel
- Der Phantast. Schauspiel

## Einzelbelege
1. ↑  Manfred Lotsch: Der Dramatiker Curt Langenbeck (1906–1953). Sein Leben und Seine Entwicklung bis 1932. Hamburg 1958.
2. ↑  Aus einer Aktennotiz an die NSDAP vom Präsidenten der Reichsschrifttumskammer 20. Juni 1940 / Bundesarchiv
3. ↑  aus dem Artikel Um das Abendland zu retten, in Der Spiegel, Ausgabe 50/1948